# Banco de Desarrollo de los Estados del África Central
El Banco de Desarrollo de los Estados del África Central (BDEAC) es una institución financiera internacional encargada de financiar el desarrollo de los países miembros de la Comunidad económica y monetaria del África central (CEMAC).

## Historia
El BDEAC se creó por un acuerdo firmado el 3 de diciembre de 1975 en Bangui por los jefes de Estado de Camerún, República Centroafricana, Congo y Gabón.

## Gobernanza
La Asamblea general es el órgano supremo del banco.
El BDEAC está dirigido por un presidente, elegido por la Asamblea general para un mandato de cinco años renovables. El presidente está asistido por un vicepresidente elegido en las mismas condiciones. Desde abril de 2022 es el congoles Dieudonné Evou Mekou, exsecretario adjunto del PDGE.